# Cirrhilabrus exquisitus
Cirrhilabrus exquisitus е вид лъчеперка от семейство Labridae.

## Разпространение
Видът е разпространен в Австралия, Американска Самоа, Британска индоокеанска територия, Вануату, Йемен, Индия, Индонезия, Кения, Кирибати, Кокосови острови, Мавриций, Мадагаскар, Малайзия, Малдиви, Малки далечни острови на САЩ, Маршалови острови, Мозамбик, Ниуе, Остров Рождество, Острови Кук, Палау, Папуа Нова Гвинея, Провинции в КНР, Самоа, Сейшели, Соломонови острови, Сомалия, Тайван, Танзания, Токелау, Тонга, Уолис и Футуна, Фиджи, Филипини, Френска Полинезия, Южна Африка и Япония.